# Gärde

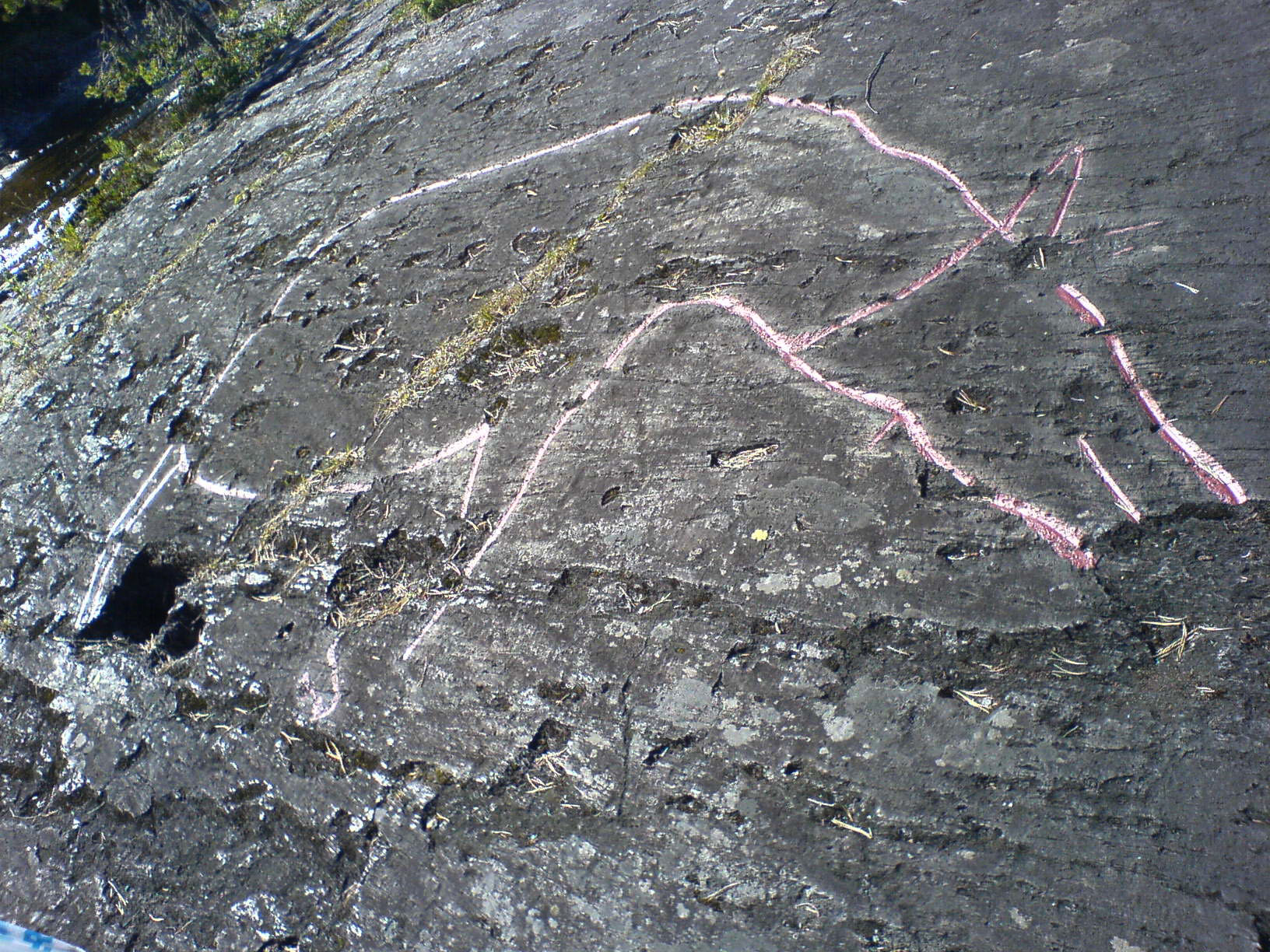
Der Gärde-Elch – Felsritzung am Fluss Gärdesån in Offerdal, Jämtland

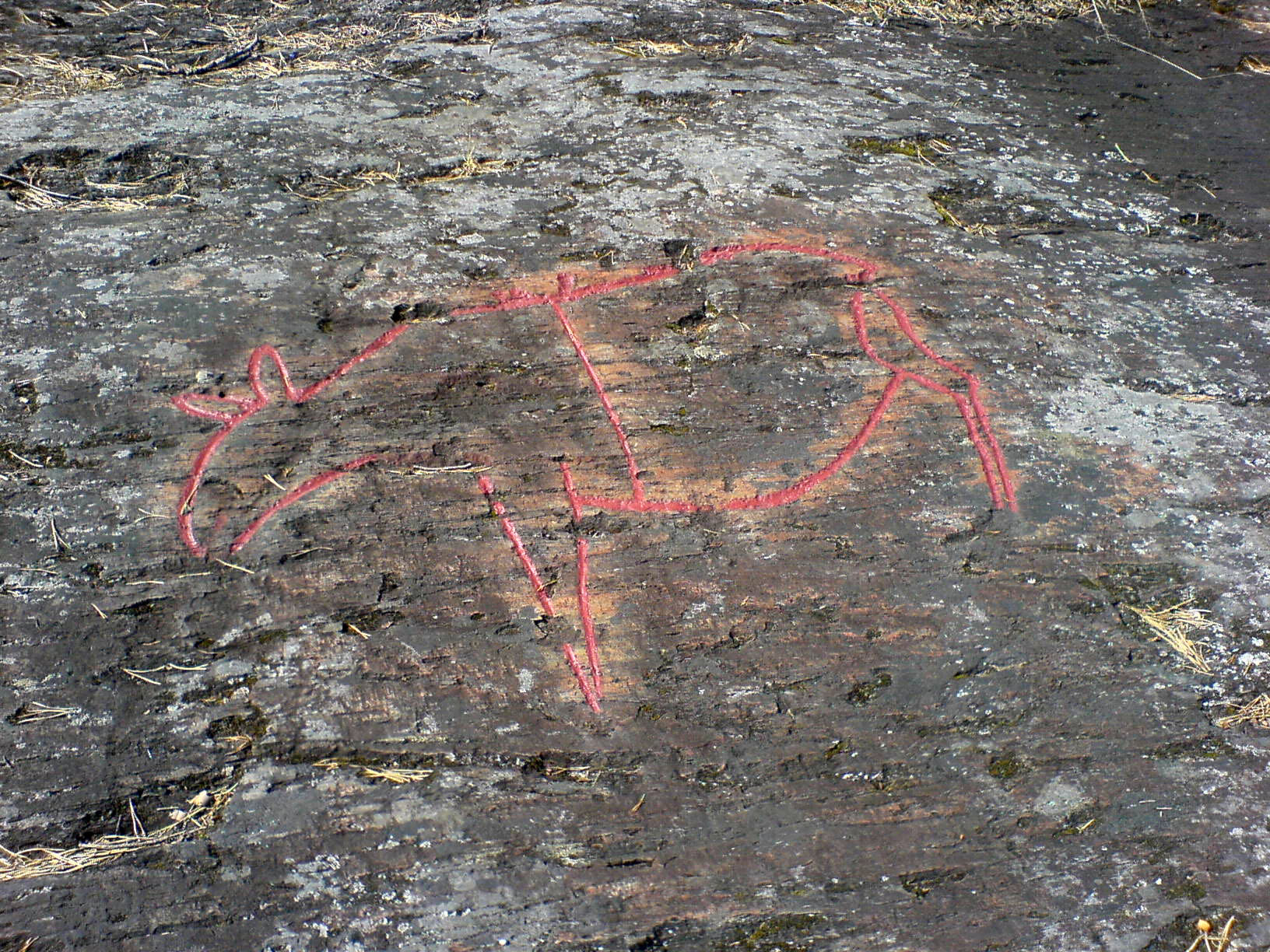
Felsritzung im Offerdal

Gärde ist ein Wohnplatz in der nordschwedischen Provinz Jämtlands län und der historischen Provinz Jämtland.
Die Siedlung liegt etwa 70 Kilometer nordwestlich von der jämtländischen Hauptstadt Östersund in der Kirchengemeinde Offerdal in der Gemeinde Krokom. Der Name Gärde ist seit dem Jahre 1553 urkundlich belegt.
Am Fluss Gärdesån, südlich des Ortes, liegen die bis zu 7000 Jahre alten Felsritzungen der nordschwedischen Jägerkulturen. Unter anderem sind dort drei in Lebensgröße abgebildete Elche zu erkennen. Die Petroglyphen von Gärde gehören zu den ältesten Felsritzungen Schwedens.